# Dom Sportova
La Dom Sportova est un complexe sportif indoor polyvalent situé à Trešnjevka, dans la partie ouest de la ville de Zagreb en Croatie et a été inauguré le 17 mai 1972.
La patinoire accueille notamment l'équipe de hockey sur glace du KHL Medveščak Zagreb pensionnaire de la Ligue continentale de hockey.

## Description
Le complexe couvre une superficie de 32 000 m² de surface au sol et dispose de six salles dont les plus grandes couvrent 3100 et 6500 m². Il est utilisé pour des sports tels que basket-ball, handball, volley-ball, hockey sur glace, gymnastique et tennis. La patinoire a une capacité de 7 500 spectateurs. Des concerts y sont également organisés.

## Événements sportifs
De grands événements sportifs s'y sont déroulés, tels que :
- les championnats d'Europe de patinage artistique 1974
- les championnats d'Europe de patinage artistique 1979
- finale aller de la Coupe de l'IHF féminine 1981-1982
- le championnat d'Europe de basket-ball 1989
- les championnats du monde juniors de patinage artistique 1999
- le championnat d'Europe masculin de handball 2000
- le championnat du monde féminin de handball 2003
- le championnat d'Europe féminin de volley-ball 2005
- les championnats d'Europe de patinage artistique 2008
- les championnats d'Europe de patinage artistique 2013
- les championnats du monde juniors de patinage artistique 2019